# Utrikeskorrespondenten
Utrikeskorrespondenten (Foreign Correspondent) är en thrillerfilm av den brittiske filmregissören Alfred Hitchcock. Filmen, som är inspelad 1940, utspelar sig i Europa år 1939, strax före andra världskrigets utbrott. New York-journalisten John Jones skickas, under namnet Huntley Haverstock, till London på sitt första uppdrag som utrikesreporter. Där ska han bevaka fredsrörelsen och det förestående kriget, men han blir snart indragen i en spionerihistoria där en holländsk diplomat blir kidnappad.
Alfred Hitchcock, som gärna gav sig själv små statistroller i sina filmer (cameoroll), skymtas tolv minuter in i filmen i folkmyllret utanför ett hotell.
Filmen hade USA-premiär den 16 augusti 1940. Den svenska premiären var den 28 februari 1941 och den finska den 21 mars 1952.
Utrikeskorrespondenten har visats i SVT, bland annat 1984, 1986 och i maj 2025.

## Rollista
- Joel McCrea – John Jones
- Laraine Day – Carol
- Herbert Marshall – Stephen Fisher
- George Sanders – Scott ffolliott
- Albert Bassermann – Van Meer
- Robert Benchley – Stebbins
- Edmund Gwenn – Rowley
- Eduardo Ciannelli – Krug
- Harry Davenport – Powers
- Ian Wolfe – Stiles